# Càrn a' Gheòidh
Càrn a' Gheòidh är ett berg i Storbritannien.   Det ligger i kommunen Aberdeenshire och riksdelen Skottland, i den norra delen av landet, 600 km norr om huvudstaden London. Toppen på Càrn a' Gheòidh är 975 meter över havet, eller 299 meter över den omgivande terrängen. Bredden vid basen är 8,1 km.
Terrängen runt Càrn a' Gheòidh är huvudsakligen kuperad.Runt Càrn a' Gheòidh är det mycket glesbefolkat, med 7 invånare per kvadratkilometer. Närmaste större samhälle är Braemar, 15,2 km norr om Càrn a' Gheòidh. Trakten runt Càrn a' Gheòidh består i huvudsak av gräsmarker.